# 펜타닐
펜타닐(영어: fentanyl 또는 fentanil)은 오피오이드계의 강력한 마약성 진통제로, 효과는 오피오이드계 모르핀보다 100배 이상 강하며 헤로인보다 50배 강하다.
호흡 억제 작용이 약해 마취 보조제나 진통제로 사용하며, 약효는 1~2시간이다. 말기 암 환자처럼 지속적인 통증을 느끼는 환자들에게 주로 처방하는 마약성 진통제다. 피부에 붙여 사용할 수 있는 패치로도 많이 사용되는데 그 양은 미세한 수준으로 조절된다.
펜타닐은 중독성이 높으며 건강한 일반인도 2mg의 극소량만으로 사망에 이를 수 있는 위험한 약물이다. 최근 일부 국가에서 오락용 마약으로 퍼지면서 오남용 사례가 급증하고 있는데, 2021년 미국에서 펜타닐은 가장 많은 과다복용 사망자를 낸 약물이었고 한 해 동안만 7만 명이 넘는 사람이 펜타닐 과다복용으로 사망한 것으로 집계되었다.

## 역사
펜타닐은 1959년 폴 얀센에 의해 처음 만들어졌고, 1968년대부터 의학적 사용이 승인되어 'Sublimaze'라는 이름의 정맥주사 마취제로 사용되기 시작하였다.
2002년 10월 모스크바 극장 인질극에서 테러범들을 진압하기 위해 할로탄 가스와 펜타닐이 혼합된 가스를 사용해 많은 사람이 목숨을 잃기도 하였다.
헤로인 등 다른 오피오이드계 마약보다 훨씬 강력하고 운반이 간편하여 이윤이 높은 이유로 미국에서 최근 밀수와 오남용이 증가하고 있다. 대부분 중국의 펜타닐 관련 공장에서 유출된 약물이 세계 여러 국가에서 불법 가공을 거쳐 멕시코 카르텔을 통해 미국에 밀수입되는 것으로 알려졌다.

## 종류
- 알펜타닐(영어: alfentanil, R-39209)
- 서펜타닐(영어: sufentanil) : 심장수술에 사용하며 펜타닐보다 5~7배 강한 진통제이며, 펜타닐의 황(Sulfur) 합성물이다.
- 레미펜타닐(영어: remifentanil)
- 3메틸펜타닐(영어: 3─methylfentanyl)
- 카펜타닐(영어: carfentanil) : 펜타닐보다 100배 정도 강한 진통제.